# Pere Garcia Fària

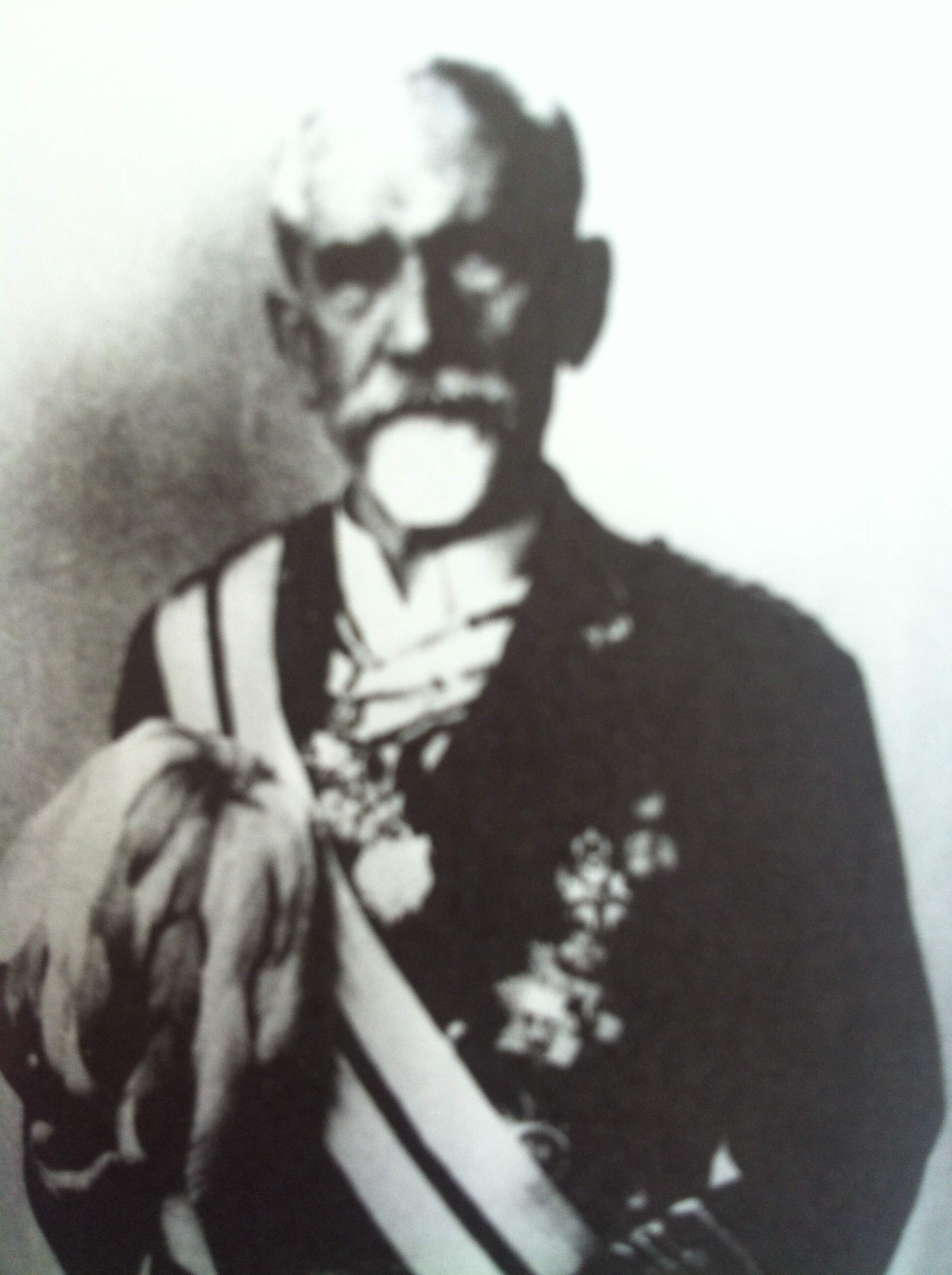
Pere Garcia Fària.

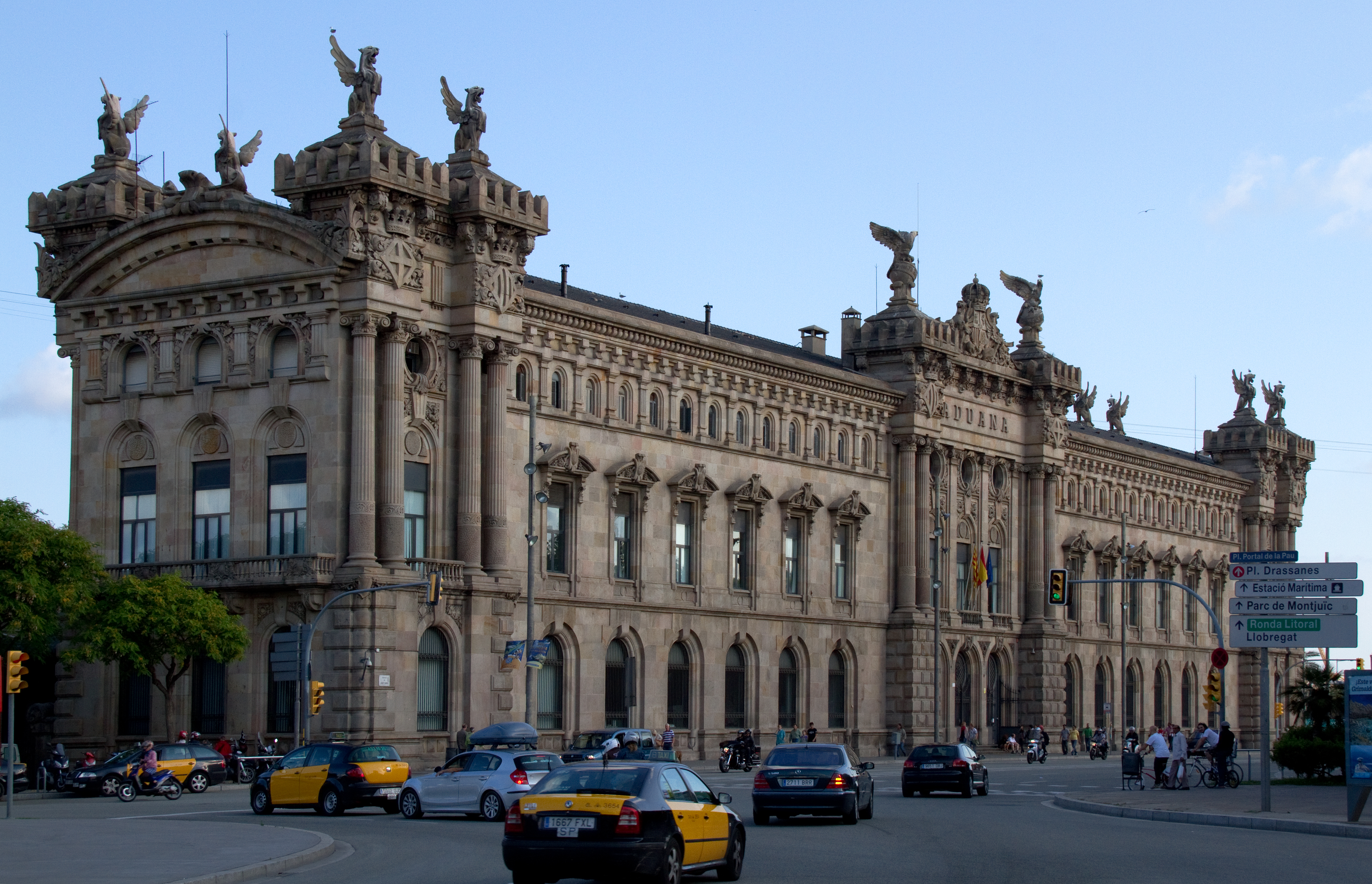
Aduana del Puerto de Barcelona.

Pere Garcia Fària, citado en castellano como Pedro García Faria (Barcelona, 1858 - Barcelona, 19 de septiembre de 1927) fue un ingeniero de caminos y arquitecto español. 

## Biografía
Era hijo de Sebastián García de Robres y Rosa Fària. Obtuvo el título de ingeniero de caminos en 1880, y el de arquitecto en 1886. Nombrado ingeniero jefe del Ayuntamiento de Barcelona, al frente del Servicio de Saneamiento elaboró un Proyecto de saneamiento del subsuelo de Barcelona (1893), que preveía la instalación de una red de alcantarillado en Barcelona y el delta del Llobregat; también incluía planos topográficos de Barcelona y la comarca del Bajo Llobregat, así como datos demográficos de la zona durante la década de 1880-1890. Sin embargo, el proyecto fue rechazado por el consistorio barcelonés. 
En 1896, al ser cesado del cargo, ingresó en el cuerpo de ingenieros del Estado, para el que efectuó numerosos proyectos de ferrocarriles, embalses, canalizaciones, etc. También elaboró proyectos de saneamiento para Cartagena (1893) y Murcia (1897). Entre 1896 y 1902 colaboró con Enric Sagnier i Villavecchia en la construcción de la nueva Aduana del Puerto de Barcelona. Como arquitecto construyó también su propia casa en la ciudad condal, Villa Rosita, en la avenida Príncipe de Asturias 15, hoy desaparecida. 
Propuso la construcción de un Metro en Madrid, con cinco líneas, que debían también poder transportar mercancías. Aunque Faria obtuvo la concesión del proyecto, las obras no llegaron a ejecutarse. Posteriormente, en 1917 fue nombrado inspector de obras públicas en Madrid, cargo que ejerció durante diez años.